# Швирцхайм
Швирцхайм (нем. Schwirzheim) — община в Германии, в земле Рейнланд-Пфальц. 
Входит в состав района Айфель-Битбург-Прюм. Подчиняется управлению Прюм.  Население составляет 428 человек (на 31 декабря 2010 года). Занимает площадь 13,68 км².